# ليئة تسيمل
ولدت ليئة تسيميل في حيفا  والداها تسفي وفانيا تسيميل ، ولدا في بولندا وقدما لفلسطين في الهجرة الخامسة . درست القانون في الجامعة العبرية في القدس  . خلال حرب 1967، تطوعت في صفوف الجيش الإسرائيلي لإخلاء المهاجرين من مناطق المعارك في القدس ، وبعد الحرب اشتركت في جولة من الجيش الإسرائيلي في الضفة الغربية، حيث شاهدت اللاجئين الفلسطينيين ، وتقول انه في أعقاب الجولة تطور لديها وعي سياسي. كانت تسيميل عضوا في شركة متسبين حيث التقت مايكل فيرشفسكي الذي أصبح زوجها وشريك حياتها ووالد طفليهما  .

## النشاط القانوني
في عام 1971 ، عملت تسيمل فترة تدريبها مع المحامية فيليسيا لانجر . في عام 1972 مثلت أول مرة مجموعة من الفلسطينيين والإسرائيليين داعمي منظمة التحرير الفلسطينية ، الذين اتهموا بأنهم سافروا سوريا لتلقّي تدريبات قتالية، أهم عضو من هذه المجموعة كان هو أودي أديب . تسيميل مثلت الفلسطينيين  . في فترة المحاكمة تم وصف تسيميل بأنها خائنة واعتدي عليها لفظيا  .
على مدى السنوات الأربعين الماضية ، مثلت تسيميل إسرائيليين وفلسطينيين في المحاكم العسكرية والمدنية [1] من ضمنها عملية الكمين في رام الله وأحمد سعدات وعزرا ناوي وغيرهم. وفقا لقناعاتها، زبائنها الفلسطينيين هم «.. أشخاص بائسين جدا يحاولون بطرق بدائية ، مع ضعفهم وافتقارهم إلى السلطة، وغياب الجيش وعدم وجود تنظيم حقيقي يستطيعون من خلاله للتعبير عن معارضتهم للاحتلال» [1]  . في عام 1993 رفضت أن تدين عملية ضد المستوطنين وصرحت بأنها لا تعارض إيذائهم.  
في عام 1992 مثلت 415 شخص من ناشطي حماس طردوا إلى لبنان ضمن الاتماسات قدّمت إلى محكمة العدل العليا. الإلتماس الأول أدى إلى تأجيل الترحيل وبعد الجلسة الثانية تمت المصادقة على الترحيل  . تسيميل كانت إحدى الملتمسين في الالتماسات التي قدّمت إلى محكمة العدل العليا ضد التعذيب الأمر الذي أدى في النهاية إلى حظر استخدام سلسلة من أساليب الإستجواب العنيفة .
مثلت تسيمل أحمد مناصرة . كما مثلت عضو الكنيست باسل غطاس من حزب التجمع الديمقراطي  الذي أدين عن طريق صفقة قضائية في تهريب الهواتف النقالة إلى السجناء الأمنيين في السنوات 2016 -  2017  .

## النشاط السياسي
تسيمل هي عضوة في حزب التجمع الديمقراطي. وفي انتخابات الكنيست الخامسة عشر كانت في المكان ال50 على في قائمة التجمع للكنيست [15] ، في انتخابات الكنيست السابعة عشر عام 2006 كانت في المكان 108 [16] ، وفي الانتخابات التشريعية الاسرائيلية كانت في المكان-20 بقائمة التجمع [17] ، وفي انتخابات الكنيست العشرين في عام 2015 تم وضعها في المرتبة العشرين ، هذه المرة في إطار القائمة المشتركة[18] وفي انتخابات الكنيست الحادية والعشرين عام 2019 ، كانت في المكان -19 بقائمة التجمع [19] . .

## التقديرات والجوائز
عام 1996، سوية مع المركز الفلسطيني لحقوق الإنسان  جنب مع المركز، تلقت تسيميل جائزة «الحرية، المساواة، الإخاء»، وهي أهم جائزة لحقوق الإنسان التي تمنح من قبل الحكومة الفرنسية  . فازت تسيميل عام 2005 مع المحامي محمد نعمة بجائزة هانس ليتن الممنوحة من رابطة الديمقراطية المحامين الألمان والأوروبيين  .

## أفلام عن تسيميل
في 1999 أنتج فيلم «محامية بلا حدود»، الذي يوثق حياتها [22] .
في مهرجان دوكوأفيف عام 2019 ، فاز فيلم «ليا تسيميل ، محامية» بجائزة أفضل فيلم  .

## الروابط الخارجية
- رافيت هشت